# Premiul Oscar pentru cea mai bună editare sonoră
Premiul Oscar pentru cea mai bună editare sonoră a fost unul dintre premiile Oscar, acordate de „Academy of Motion Picture Arts and Sciences”. A fost acordat prima dată în 1964 și de-a lungul timpului a purtat diferite denumiri: Cele mai bune efecte sonore (1964-1968, 1976), Editarea efectelor sonore (1978, 1982-2000), Cea mai bună editare sonoră (1980, 2001-2020). Ultima dată a fost acordat în 2020, pentru anul 2019, ulterior fiind unit cu premiul pentru cel mai bun mixaj sonor și formând premiul pentru cel mai bun sunet. 

## Anii 1960
- 1964 It's a Mad, Mad, Mad, Mad World -- Walter Elliott
- 1965 Goldfinger -- Norman Wanstall
- 1966 Marea cursă -- Treg Brown
- 1967 Grand Prix -- Gordon Daniel
- 1968 The Dirty Dozen -- John Poyner
- 1969 nu a fost acordat

## Anii 1970
- 1970 nu a fost acordat
- 1971 nu a fost acordat
- 1972 nu a fost acordat
- 1973 nu a fost acordat
- 1974 nu a fost acordat
- 1975 nu a fost acordat
- 1976 The Hindenburg – Peter Berkos (Premiu pentru realizări speciale)
- 1977 nu a fost acordat
- 1978 Close Encounters of the Third Kind – Frank Warner (Premiu pentru realizări speciale)
- 1979 nu a fost acordat

## Anii 1980
- 1980 The Black Stallion – Alan Splet (Premiu pentru realizări speciale)
- 1981 nu a fost acordat
- 1982 Raiders of the Lost Ark -- Ben Burtt, Richard Anderson (Premiu pentru realizări speciale)
- 1983 E.T. Extraterestrul -- Charles Campbell, Ben Burtt
- 1984 The Right Stuff -- Jay Boekelheide
- 1985 The River -- Kay Rose (Premiu pentru realizări speciale)
- 1986 Back to the Future -- Charles Campbell, Robert Rutledge
- 1987 Aliens -- Don Sharpe
- 1988 RoboCop -- Stephen Hunter Flick, John Pospisil (Premiu pentru realizări speciale)
- 1989 Who Framed Roger Rabbit -- Charles Campbell, Louis Edemann

## Anii 1990
- 1990 Indiana Jones and the Last Crusade -- Ben Burtt, Richard Hymns
- 1991 The Hunt for Red October -- Cecelia Hall, George Watters
- 1992 Terminatorul 2: Ziua Judecății -- Gary Rydstrom, Gloria Borders
- 1993 Bram Stoker's Dracula -- Tom McCarthy, David Stone
- 1994 Jurassic Park -- Gary Rydstrom, Richard Hymns
- 1995 Speed -- Stephen Hunter Flick
- 1996 Braveheart -- Lon Bender, Per Hallberg
- 1997 The Ghost and the Darkness -- Bruce Stambler
- 1998 Titanic -- Tom Bellfort, Christopher Boyes
- 1999 Saving Private Ryan -- Gary Rydstrom, Richard Hymns

## Anii 2000
- 2000 Matrix -- Dane Davis
- 2001 U-571 – Jon Johnson
- 2002 Pearl Harbor – George Watters, Christopher Boyes
- 2003 The Lord of the Rings: The Two Towers – Michael Hopkins și Ethan Van der Ryn
- 2004 Master and Commander: The Far Side of the World – Richard King
- 2005 The Incredibles – Michael Silvers și Randy Thom
- 2006 King Kong – Mike Hopkins și Ethan Van der Ryn
- 2007 Letters from Iwo Jima – Bub Asman și Alan Robert Murray
- 2008 The Bourne Ultimatum – Karen Baker Landers și Per Hallberg
- 2009 Cavalerul negru – Richard King

## Anii 2010
Câștigătorii (cu text aldin/îngroșat) și nominalizările:
- 2010:  Inception – Richard King
  - Toy Story 3 – Tom Myers și Michael Silvers
  - Tron: Legacy – Gwendolyn Yates Whittle și Addison Teague
  - True Grit – Skip Lievsay și Craig Berkey
  - Unstoppable – Mark P. Stoeckinger

- 2011: Hugo – Eugene Gearty și Philip Stockton
  - Drive – Lon Bender și Victor Ray Ennis
  - The Girl with the Dragon Tattoo – Ren Klyce
  - Transformers: Dark of the Moon – Erik Aadahl și Ethan Van der Ryn
  - War Horse – Richard Hymns și Gary Rydstrom

- 2012
  - Argo – Erik Aadahl și Ethan Van der Ryn
  - Django Unchained – Wylie Stateman
  - Life of Pi – Eugene Gearty și Philip Stockton
  - Skyfall – Per Hallberg și Karen Baker Landers
  - Zero Dark Thirty – Paul N. J. Ottosson

- 2013
  - Glenn Freemantle - Gravity
  - Steve Boeddeker și Richard Hymns - All Is Lost
  - Oliver Tarney - Captain Phillips
  - Brent Burge - The Hobbit: The Desolation of Smaug
  - Wylie Stateman - Lone Survivor

- 2014
  - Alan Robert Murray și Bub Asman - American Sniper
  - Martin Hernández și Aaron Glascock - Birdman
  - Brent Burge și Jason Canovas - The Hobbit: The Battle of the Five Armies
  - Richard King - Interstellar
  - Becky Sullivan și Andrew DeCristofaro - Unbroken

- 2015
  - Mark Mangini și David White - Mad Max: Fury Road
  - Oliver Tarney - The Martian
  - Martin Hernandez și Lon Bender - The Revenant
  - Alan Robert Murray - Sicario
  - Matthew Wood și David Acord - Star Wars: The Force Awakens

- 2016
  - Sylvain Bellemare - Arrival
  - Wylie Stateman and Renée Tondelli - Deepwater Horizon
  - Robert Mackenzie and Andy Wright - Hacksaw Ridge
  - Ai-Ling Lee and Mildred Iatrou Morgan - La La Land
  - Alan Robert Murray and Bub Asman - Sully

- 2017
  - Richard King și Alex Gibson - Dunkirk
  - Julian Slater - Baby Driver
  - Mark Mangini and Theo Green - Blade Runner 2049
  - Nathan Robitaille și Nelson Ferreira - The Shape of Water
  - Matthew Wood și Ren Klyce - Star Wars: The Last Jedi

- 2018
  - John Warhurst and Nina Hartstone - Bohemian Rhapsody
  - Benjamin A. Burtt and Steve Boeddeker - Black Panther
  - Ai-Ling Lee and Mildred Iatrou Morgan - First Man
  - Ethan Van der Ryn and Erik Aadahl - A Quiet Place
  - Sergio Díaz and Skip Lievsay - Roma

- 2019
  - Donald Sylvester - Ford v Ferrari
  - Alan Robert Murray - Joker
  - Oliver Tarney and Rachael Tate - 1917
  - Wylie Stateman - Once Upon a Time in Hollywood
  - Matthew Wood and David Acord - Star Wars: The Rise of Skywalker